# Vanguardas positivas e vanguardas negativas
Vanguardas negativas são movimentos artísticos que pregam a separação entre  Arte e Sociedade, ao contrário das chamadas vanguardas positivas, que se desenvolveram na mesma época, isto é, a partir do final do século XIX e ao longo do século XX, até suas manifestações mais tardias, nos anos 1960 e 1970. 
"Essas vanguardas, de sinais contrários, compartilharam, todavia, o mesmo objetivo de estetização do real, ainda que assumindo estratégias diversas. As vanguardas positivas, com sua fé na máquina, visavam [...] disseminar a arte no cotidiano." Já as vanguardas negativas, apostavam na poética do embaralhamento, do "enguiçamento da máquina". 
Para as vanguardas positivas, "construtivas", a estetização da vida seria decorrente do acesso a mercadorias produzidas em massa; por meio do design, a vida cotidiana se transformava em arte. Já para as vanguardas negativas, "destrutivas", a estetização da vida resultaria da crítica à fetichização da mercadoria.
Para Peter Wollen, as vanguardas positivas concebiam a si próprias e o seu trabalho como sendo totalmente compatíveis com o  projeto moderno do Iluminismo e com a modernização. Paralelamente, as vanguardas negativas se empenhavam na dissolução da cultura burguesa - aí incluído o projeto positivo iluminista.
Segundo Terry Eagleton, a vanguarda negativa tenta evitar a sua própria incorporação pela ordem dominante não produzindo objetos.
"Não há obras de arte, só gestos, happenings, manifestações, provocações. Não é possível integrar isso que se consome no mesmo instante da produção." 
No entanto, no seu percurso, ambas as vertentes podem ter sido vítimas de uma espécie de armadilha inerente aos respectivos projetos, o que parece ter, em alguma medida, produzido a inversão do resultado final esperado, em cada caso. Segundo a interpretação de Ruivo Pereira, a "vanguarda positiva" visa a salvação, mas acaba, no processo de construção do caminho para isso, presa na lama da realidade contraditória, enquanto a "vanguarda negativa" abraça essas contradições apenas para transformá-las em um novo caminho para a mesma salvação.
O Futurismo, o Construtivismo e a escola da Bauhaus  são exemplos de vanguardas históricas positivas, afirmativas, comprometidas com desenvolvimento das forças produtivas e os valores da sociedade industrial. Já o Surrealismo,360-367 o Dadaísmo 353-360 e, mais tarde, o Situacionismo são  vanguardas negativas - movimentos de crítica ao compromisso da arte com o progresso técnico; no caso da Internacional Situacionista, crítica à sociedade espetacular-mercantil e à "arte instituição".